# طوفان جنوب

جلال طوفان

طوفان جنوب نام یکی از مطبوعات استان فارس در دوران پهلوی دوم است.
این نشریه از سال ۱۳۳۱ خورشیدی به وسیله جلال طوفان، در شیراز به چاپ رسیده است.